# Musas (volumen 2)
Musas (volumen 2) oficialmente Musas (Un homenaje al folclore latinoamericano en manos de Los Macorinos, vol. 2) es el sexto álbum de estudio de Natalia Lafourcade y el tercero compilado desde Mujer divina, homenaje a Agustín Lara. El álbum fue publicado el 9 de febrero de 2018 junto al dúo de guitarristas Los Macorinos, integrado por el mexicano Miguel Peña y el argentino Juan Carlos Allende.
Es la segunda parte del proyecto Musas denominado por su propia autora como «un capricho». La primera parte fue el álbum Musas (Un homenaje al folclore latinoamericano en manos de Los Macorinos, vol. 1) estrenado en 2017 con gran aceptación del público y la crítica.

## Sobre el álbum
Tras el lanzamiento de Musas volumen 1 y su participación en la música de la película Coco, Natalia comenzó a trabajar en la segunda parte de su proyecto. Este álbum retoma el sonido folclórico que caracterizó a su primer volumen, incluye temas de composición original de la cantante, así como temas clásicos de la cultura latinoamericana. Incluye, asimismo, el relanzamiento de la canción «Un derecho de nacimiento» compuesto originalmente en 2012 para el Movimiento YoSoy132.

## Lista de canciones
| Musas (Un homenaje al folclore latinoamericano en manos de Los Macorinos, vol. 2) |                                                  |                                   |          |  |
| N.º                                                                               | Título                                           | Escritor(es)                      | Duración |  |
| 1.                                                                                | «Danza de gardenias (Florecerá)»                 | Natalia Lafourcade, David Aguilar | 4:23     |  |
| 2.                                                                                | «Alma mía»                                       | María Grever                      | 4:20     |  |
| 3.                                                                                | «Hoy mi día uno»                                 | Natalia Lafourcade                | 3:25     |  |
| 4.                                                                                | «Tus ojitos (Vals de la vieja guardia)»          | Tradicional peruano               | 2:58     |  |
| 5.                                                                                | «Duerme negrito»                                 | Recopilación: Atahualpa Yupanqui  | 4:44     |  |
| 6.                                                                                | «Luz de luna»                                    | Álvaro Carrillo                   | 3:19     |  |
| 7.                                                                                | «Un derecho de nacimiento»                       | Natalia Lafourcade                | 5:49     |  |
| 8.                                                                                | «Eclipse»                                        | Margarita Lecuona                 | 5:25     |  |
| 9.                                                                                | «La llorona»                                     | Tradicional mexicana              | 6:55     |  |
| 10.                                                                               | «Desdeñosa» (con Eugenia León y Omara Portuondo) | Benigno Lara Foster               | 4:03     |  |
| 11.                                                                               | «Te sigo»                                        | Augusto Polo Campos               | 3:28     |  |
| 12.                                                                               | «Humanidad»                                      | Alberto Domínguez                 | 3:48     |  |
| 13.                                                                               | «Gavota» (Instrumental)                          | Manuel María Ponce                | 4:07     |  |
| 54 minutos.                                                                       |                                                  |                                   |          |  |

### Origen de las canciones
| País      | Cantidad | Canciones                     |
| --------- | -------- | ----------------------------- |
| México    | 9        | 1, 2, 3, 6, 7, 9, 10, 12 y 13 |
| Perú      | 2        | Tus ojitos y Te sigo          |
| Cuba      | 1        | Eclipse                       |
| Argentina | 1        | Duerme negrito                |

## Crítica
El álbum fue recibido con críticas favorables. El sitio Allmusic lo definió como «un material exquisito en ámbitos como la voz y la composición»; así como el destacable acercamiento al comentario social con «Un derecho de nacimiento».
Por su parte el sitio web y canal de YouTube The Needle Drop consideró al disco como «una hora de música elegante, maravillosa, hermosa y rústica proveniente de América Latina».
Otras críticas lo consideran como «la graduación de Natalia Lafourcade en temas folclore y un gran crecimiento musical».

## Videografía
- «Danza de gardenias», publicado el 12 de enero de 2018.
- «Danza de gardenias» con letra en colaboración con Ventino, publicado el 24 de enero de 2018.
- «Alma mía», publicado el 26 de enero de 2018.